# ایران سپاهبد
ایران سپاهبد: فرمانده کل ارتش شاهنشاهی ساسانی بود.
از آغاز دورهٔ ساسانی (۲۲۴–۶۵۱) تا سدهٔ پنجم میلادی به فرمانده کل قوای ایرانشهر، ایران سپاهبد (به پهلوی:Ērān-spāhbed) یا سپاهبدان سپاهبد می‌گفتند. در مورد این عنوان ریکا گیزلن معتقد است که این لقب به معنای فرماندار یک ناحیه در ایران دوره ساسانی است و این عبارت «ایران سپاهبد سمتِ …» را به کار می‌برد در حالی که آرتور کریستین سن اعتقاد دارد که این یک سمت و فرمانده کل ارتش ساسانی بوده‌است، به هرحال اختلاف نظراتی در این مورد وجود دارد.این سردار که معمولاً از بین نجبا و خاندان‌های بزرگ برگزیده می‌شد اما در پاره ای از موارد حتی این منصب به عناصر خیر لشکری هم اعطا می‌شد.اختیارات وی به مراتب بیشتر از یک نفر ژنرال فعلی بود و حتی در عقد صلح اختیار وافی داشت. سردار مذکور عضو دایره کوچک مشاوران شاهنشاه بود و کارهای ادارات جنگی را تمشیت می‌داد البته ایران سپاهبد در زمان پادشاهانی که خود طبع سلحشوری داشتند، چندان دارای قدرت و استقلال نبود.در زمان قباد(۴۸۸–۴۹۶ و ۴۹۹–۵۳۱) و پسرش خسرو انوشیروان(۵۳۱–۵۷۹) این مقام از بین رفت و چهار سپاهبد به فرماندهی چهار ناحیه (کوست Kust) شاهنشاهی منسوب شدند. یکی سپاهبد خراسان (شمال شرقی)، سپاهبد خوروران (جنوب غربی)، سپاهبد نیمروز (جنوب شرقی) و سپاهبد آدوربادگان (شمال غربی)این تقسیم چهارگانه از سوی مهرهای کشف شده به اثبات رسیده‌است. با وجود این، مهرها برخلاف منابع ادبی وجود مقام ایران سپاهبد را انکار نمی‌کنند. همچنین در متن پهلوی شهرستان‌های ایران و بندهشن و برخی دیگر دربارهٔ این نواحی آمده‌است،علت این تقسیم‌بندی این بود که در قرن پنجم میلادی شاهنشاهی ساسانی با مشکلات مرزی زیادی روبه رو شد. از قرن سوم در حنوب قبایل اعراب بدوی به ایران هجوم می‌آوردند، در غرب جنگ‌های مداوم با امپراتوری روم، بویژه بر سر ارمنستان، و در شرق هپتالیان و ترکان شروع به هجوم به ایران کرده بودند. به سختی می‌شد یک ایران سپاهبد در چند نقطه با دشمن بجنگد.